# Derlis Coronel
Derlis Agustín Coronel Agüero (Choré, Departamento San Pedro, Paraguay; 6 de agosto de 1990) es un futbolista paraguayo. Juega en la posición de defensa central y su equipo actual es el Sportivo Luqueño de la Primera División del Paraguay. Actualmente cursando la carrera de medicina en la sede de santa rosa UNA , ingresando en el puesto número 35 en el año 2019.

## Trayectoria
Derlis Coronel se inició en el Club Guaraní donde hizo todas las formativas. En el año 2010, llegó al 12 de Octubre Football Club, que recientemente había descendido de la Primera División de Paraguay. Con el 12 de Octubre Football Club estuvo durante más de tres años y en el año 2012 obtuvo el título de la Tercera División de Paraguay. Salió de este equipo a mediados del 2013 y posterior a eso fue fichado por el Correcaminos de la UAT del Ascenso MX.
El 28 de junio de 2013 se anunció su fichaje por el Correcaminos de la UAT del Ascenso MX, tras ser recomendado por Darío Verón. Fue presentado en el club de manera oficial el 22 de julio del mismo año. Su debut con el Correcaminos de la UAT se dio el 7 de agosto de 2013 en el empate 1-1 ante Rayados de Monterrey por la Copa MX.

## Clubes
| Club             | País     | Año         |
| ---------------- | -------- | ----------- |
| 12 de Octubre    | Paraguay | 2010 - 2013 |
| Correcaminos UAT | México   | 2013 - 2014 |
| Sportivo Luqueño | Paraguay | 2014 -      |

## Palmarés

### Campeonatos nacionales
| Título                       | Club          | País     | Año  |
| ---------------------------- | ------------- | -------- | ---- |
| Tercera División de Paraguay | 12 de Octubre | Paraguay | 2012 |